# Lista de prefeitos de Bodó
Esta é a lista de prefeitos de Bodó, município brasileiro do Estado do Rio Grande do Norte.
Atualmente, três ex-prefeitos estão vivos: Francisco Avamar Alves, Francisco Santos de Sousa e Marcelo Mário Porto Filho. O último ex-prefeito a falecer foi Antônio Ferreira de Assunção, em 19 de janeiro de 2022, aos 76 anos.
| N° | Prefeito (Nascimento–Falecimento)                                                  | Partido | Início de mandato     | Fim de mandato         | Vice-prefeito(a)                   | Observações                     |
| -- | ---------------------------------------------------------------------------------- | ------- | --------------------- | ---------------------- | ---------------------------------- | ------------------------------- |
| 1  | Antônio Ferreira de Assunção (Currais Novos, 31.07.1958–Currais Novos, 19.01.2022) | PPB     | 1º de janeiro de 1997 | 31 de dezembro de 2004 | Francisco Hipólito Dantas          | Prefeito e vice eleitos         |
| 1  | Antônio Ferreira de Assunção (Currais Novos, 31.07.1958–Currais Novos, 19.01.2022) | PPB     | 1º de janeiro de 1997 | 31 de dezembro de 2004 | Francisco Hipólito Dantas          | Prefeito e vice reeleitos       |
| 2  | Francisco Avamar Alves (Angicos, 07.12.1963)                                       | PFL     | 1º de janeiro de 2005 | 31 de dezembro de 2012 | Severino Augusto Pereira           | Prefeito e vice eleitos         |
| 2  | Francisco Avamar Alves (Angicos, 07.12.1963)                                       | DEM     | 1º de janeiro de 2005 | 31 de dezembro de 2012 | José Enilson Assunção de Melo Lula | Prefeito reeleito e vice eleito |
| 3  | Francisco Santos de Sousa (Santana do Matos, 25.11.1956)                           | DEM     | 1º de janeiro de 2013 | 31 de dezembro de 2016 | José Enilson Assunção de Melo Lula | Prefeito eleito e vice reeleito |
| 4  | Marcelo Mário Porto Filho (Natal, 13.04.1973)                                      | PSD     | 1º de janeiro de 2017 | 31 de dezembro de 2024 | José Airton Assunção Gomes         | Prefeito e vice eleitos         |
| 4  | Marcelo Mário Porto Filho (Natal, 13.04.1973)                                      | PSD     | 1º de janeiro de 2017 | 31 de dezembro de 2024 | Tereza Neuman Assunção             | Prefeito reeleito e vice eleita |
| 5  | Horison José da Silva (Lajes Pintadas, 07.02.1977)                                 | PL      | 1º de janeiro de 2025 | até a atualidade       | José Enilson Assunção de Melo Lula | Prefeito e vice eleitos         |